# Olimpiai érmesek listái
Ez a lap tartalmazza 1896-tól az összes olimpia érmeseinek listáit sportágankénti és olimpiádonkénti bontásban.

## Sportáganként

### Nyári olimpiai sportágakban
| Sportág | Sportág                               | Olimpiai sportág               | Olimpiád száma | Verseny- számok száma 2012-ben | Érmek | Érmek | Érmek | Érmek  | Legtöbb érmet nyert sportoló(k) |
| Sportág | Sportág                               | Olimpiai sportág               | Olimpiád száma | Verseny- számok száma 2012-ben | Arany | Ezüst | Bronz | Összes | Legtöbb érmet nyert sportoló(k) |
| ------- | ------------------------------------- | ------------------------------ | -------------- | ------------------------------ | ----- | ----- | ----- | ------ | --- |
|         | Asztalitenisz                         | 1988-tól                       | 6              | 4                              | 24    | 24    | 28    | 76     | Vang Nan (CHN) (4–1–0) |
|         | Atlétika (férfiak, nők)               | 1896-tól                       | 26             | 47                             | 886   | 891   | 885   | 2662   | Paavo Nurmi (FIN) (9–3–0) |
|         | Birkózás (szabadfogású, kötöttfogású) | 1896; 1904-től                 | 25             | 18                             | 373   | 375   | 392   | 1140   | Wilfried Dietrich (FRG) (1–2–2) |
|         | Cselgáncs                             | 1964; 1972-től                 | 11             | 14                             | 109   | 108   | 218   | 435    | Tani Rjóko (JPN) (2–2–1) |
|         | Evezés (férfiak, nők)                 | 1900-tól                       | 25             | 14                             | 226   | 226   | 216   | 668    | Elisabeta Lipă (ROU) (5–2–1) |
|         | Gyeplabda                             | 1908; 1920; 1928-tól           | 21             | 2                              | 29    | 29    | 28    | 86     | Leslie Claudius (IND) (3–1–0) · Udham Szingh (IND) (3–1–0) · Rashid Abdul (PAK) (2–1–1) |
|         | Íjászat                               | 1900–1908; 1920; 1972-től      | 14             | 4                              | 58    | 57    | 48    | 163    | Hubert Van Innis (BEL) (6–3–0) |
|         | Kajak-kenu (férfiak, nők)             | 1936-tól                       | 17             | 16                             | 194   | 194   | 194   | 582    | Birgit Fischer (GER) (8–4–0) |
|         | Kerékpározás (férfiak, nők)           | 1896-tól                       | 26             | 18                             | 206   | 206   | 202   | 614    | Leontien van Moorsel (NED) (4–1–1) · Bradley Wiggins (GBR) (3–1–2) · Burton Downing (USA) (2–3–1) |
|         | Kézilabda                             | 1936; 1972-től                 | 12             | 2                              | 22    | 22    | 22    | 66     | Andrej Lavrov (RUS) (3–0–1) · O Szongok (KOR) (1–2–1) |
|         | Kosárlabda                            | 1936-tól                       | 18             | 2                              | 28    | 28    | 28    | 84     | Teresa Edwards (USA) (4–0–1) |
|         | Labdarúgás                            | 1900–1928; 1936-tól            | 25             | 2                              | 30    | 30    | 31    | 91     | Christie Rampone (USA) (3–1–0) |
|         | Lovaglás                              | 1900; 1912-től                 | 24             | 6                              | 139   | 137   | 137   | 413    | Anky van Grunsven (NED) (3–5–1) |
|         | Műugrás                               | 1904-től                       | 25             | 8                              | 114   | 114   | 116   | 344    | Dmitrij Szautyin (RUS) (2–2–4) |
|         | Ökölvívás                             | 1904–1908; 1920-tól            | 24             | 13                             | 239   | 239   | 415   | 893    | Papp László (HUN) (3–0–0) · Félix Savón (CUB) (3–0–0) · Teófilo Stevenson (CUB) (3–0–0) · Roberto Cammarelle (ITA) (2–0–1) · Cou Si-ming (Zou Shiming) (CHN) (2–0–1) · Borisz Lagutyin (URS) (2–0–1) · Oleg Szaitov (RUS) (2–0–1) · Zbigniew Pietrzykowski (POL) (0–1–2) · Arnold Vanderlyde (NED) (0–0–3) |
|         | Öttusa                                | 1912-től                       | 23             | 2                              | 38    | 38    | 38    | 114    | Pavel Lednyov (URS) (2–2–3) |
|         | Röplabda                              | 1964-től                       | 13             | 4                              | 36    | 36    | 36    | 108    | Ana Fernández (CUB) (3–0–1) · Inna Riszkal (URS) (2–2–0) · Szergej Tyetyuhin (RUS) (1–1–2) · Samuele Papi (ITA) (0–2–2) |
|         | Sportlövészet                         | 1896–1900; 1908–1924; 1932-től | 25             | 15                             | 266   | 267   | 264   | 797    | Carl Osburn (USA) (5–4–2) |
|         | Súlyemelés                            | 1896; 1904; 1920-tól           | 24             | 15                             | 200   | 196   | 197   | 593    | Pírosz Dímasz (GRE) (3–0–1) · Ronny Weller (GER) (1–2–1) · Nikolaj Pešalov (CRO) (1–1–2) · Norbert Schemansky (GER) (1–1–2) |
|         | Szinkronúszás                         | 1984-től                       | 8              | 2                              | 16    | 14    | 15    | 45     | Anasztaszija Davidova (RUS) (5–0–0) · Tacsibana Mija (JPN) (0–4–1) · Takeda Miho (JPN) (0–4–1) |
|         | Taekwondo                             | 2000-től                       | 4              | 8                              | 32    | 32    | 48    | 112    | Hvang Gjongszon (KOR) (2–0–1) · Steven López (USA) (2–0–1) · Hádi Szái (IRI) (2–0–1) |
|         | Tenisz                                | 1896–1924; 1988-tól            | 14             | 5                              | 61    | 61    | 76    | 198    | Kathleen McKane (GBR) (1–2–2) |
|         | Tollaslabda                           | 1992-től                       | 6              | 5                              | 29    | 29    | 33    | 91     | Kao Ling (Gao Ling) (CHN) (2–1–1) |
|         | Torna (férfiak, nők)                  | 1896-tól                       | 27             | 18                             | 342   | 326   | 323   | 991    | Larisza Latinyina (URS) (9–5–4) |
|         | Triatlon                              | 2000-től                       | 4              | 2                              | 8     | 8     | 8     | 24     | Simon Whitfield (CAN) (1–1–0) · Bevan Docherty (NZL) (0–1–1) |
|         | Úszás (férfiak, nők)                  | 1896-tól                       | 27             | 34                             | 524   | 522   | 524   | 1570   | Michael Phelps (USA) (18–3–2) |
|         | Vitorlázás                            | 1900; 1908-tól                 | 25             | 10                             | 162   | 154   | 147   | 463    | Ben Ainslie (GBR) (4–1–0) · Robert Scheidt (BRA) (2–2–1) · Torben Grael (BRA) (2–1–2) |
|         | Vívás (férfiak, nők)                  | 1896-tól                       | 27             | 10                             | 201   | 201   | 199   | 601    | Edoardo Mangiarotti (ITA) (6–5–2) |
|         | Vízilabda                             | 1900-tól                       | 26             | 2                              | 30    | 30    | 31    | 91     | Gyarmati Dezső (HUN) (3–1–1) |

### Téli olimpiai sportágakban
| Sportág | Sportág                    | Olimpiai sportág                 | Olimpiád száma | Verseny- számok száma 2014-ben | Érmek | Érmek | Érmek | Érmek  | Legtöbb érmet nyert sportoló(k) |
| Sportág | Sportág                    | Olimpiai sportág                 | Olimpiád száma | Verseny- számok száma 2014-ben | Arany | Ezüst | Bronz | Összes | Legtöbb érmet nyert sportoló(k) |
| ------- | -------------------------- | -------------------------------- | -------------- | ------------------------------ | ----- | ----- | ----- | ------ | --- |
|         | Alpesisí                   | 1936-tól                         | 19             | 10                             | 143   | 144   | 141   | 428    | Kjetil André Aamodt (NOR) (4–2–2) |
|         | Biatlon                    | 1960-tól                         | 15             | 11                             | 75    | 76    | 74    | 225    | Ole Einar Bjørndalen (NOR) (8–4–1) |
|         | Bob                        | 1924–1956; 1964-től              | 21             | 3                              | 45    | 43    | 45    | 133    | Bogdan Musiol (GDR) (1–5–1) |
|         | Curling                    | 1924; 1998-tól                   | 6              | 2                              | 11    | 11    | 11    | 33     | Anna Le Moine (SWE) (2–0–0) · Cathrine Lindahl (SWE) (2–0–0) · Eva Lund (SWE) (2–0–0) · Anette Norberg (SWE) (2–0–0) · Kevin Martin (CAN) (1–1–0) · Torger Nergård (NOR) (1–1–0) · Mirjam Ott (SUI) (0–2–0) · Markus Eggler (SUI) (0–0–2) |
|         | Északi összetett           | 1924-től                         | 22             | 3                              | 34    | 34    | 34    | 102    | Felix Gottwald (AUT) (3–1–3) |
|         | Gyorskorcsolya             | 1924-től                         | 22             | 12                             | 176   | 179   | 172   | 527    | Claudia Pechstein (GER) (5–2–2) |
|         | Jégkorong                  | Nyári: 1920 Téli: 1924-től       | 23             | 2                              | 28    | 28    | 28    | 84     | Jayna Hefford (CAN) (4–1–0) · Hayley Wickenheiser (CAN) (4–1–0) |
|         | Műkorcsolya                | Nyári: 1908; 1920 Téli: 1924-től | 24             | 5                              | 86    | 85    | 85    | 256    | Gillis Grafström (SWE) (3–1–0) · Jevgenyij Pljuscsenko (RUS) (2–2–0) |
|         | Rövidpályás gyorskorcsolya | 1992-től                         | 7              | 8                              | 48    | 48    | 48    | 144    | Viktor An (RUS) (6–0–2) · Apolo Anton Ohno (USA) (2–2–4) |
|         | Síakrobatika               | 1992-től                         | 7              | 10                             | 34    | 34    | 34    | 102    | Kari Traa (NOR) (1–1–1) |
|         | Sífutás                    | 1924-től                         | 22             | 12                             | 158   | 156   | 157   | 471    | Bjørn Dæhlie (NOR) (8–4–0) |
|         | Síugrás                    | 1924-től                         | 22             | 4                              | 45    | 46    | 44    | 135    | Matti Nykänen (FIN) (4–1–0) |
|         | Snowboard                  | 1998-tól                         | 5              | 10                             | 30    | 30    | 30    | 90     | Philipp Schoch (SUI) (2–0–0) · Seth Wescott (USA) (2–0–0) · Shaun White (USA) (2–0–0) · Karine Ruby (FRA) (1–1–0) · Ross Powers (USA) (1–0–1) · Daniel Kass (USA) (0–2–0)                                                                 |
|         | Szánkó                     | 1964-től                         | 14             | 4                              | 44    | 42    | 43    | 129    | Armin Zöggeler (ITA) (2–1–3) |
|         | Szkeleton                  | 1924; 1948; 2002-től             | 6              | 2                              | 10    | 10    | 10    | 30     | John Heaton (USA) (0–2–0) · Gregor Stähli (SUI) (0–0–2) |

Jegyzetek
1. ↑  Az 1920. évi nyári olimpiai játékokon férfi jégkorongtornát is rendeztek, ami ezt követően a téli olimpiák műsorába került. Összesen 3 érmet adtak át.
2. ↑  Műkorcsolyaversenyeket rendeztek az 1908. évi és az 1920. évi nyári olimpiai játékokon, a téli olimpiai játékok megrendezése előtt. Hét versenyszámban összesen 21 érmet adtak át.

### Törölt sportágak

#### Nyári sportágak
| Sportág | Sportág         | Olimpiai sportág            | Olimpiád száma | Kiosztott érmek | Kiosztott érmek | Kiosztott érmek | Kiosztott érmek |
| Sportág | Sportág         | Olimpiai sportág            | Olimpiád száma | Arany           | Ezüst           | Bronz           | Összes          |
| ------- | --------------- | --------------------------- | -------------- | --------------- | --------------- | --------------- | --------------- |
|         | Baseball        | 1992–2008                   | 5              | 5               | 5               | 5               | 15              |
|         | Baszk pelota    | 1900                        | 1              | 1               | 1               | 0               | 2               |
|         | Croquet         | 1900                        | 1              | 3               | 2               | 2               | 7               |
|         | Golf            | 1900–1904                   | 2              | 4               | 4               | 5               | 13              |
|         | Jeu de paume    | 1908                        | 1              | 1               | 1               | 1               | 3               |
|         | Kötélhúzás      | 1900–1920                   | 5              | 5               | 5               | 3               | 13              |
|         | Krikett         | 1900                        | 1              | 1               | 1               | 0               | 2               |
|         | Lacrosse        | 1904–1908                   | 2              | 2               | 2               | 1               | 5               |
|         | Lovaspóló       | 1900; 1908; 1920–1924; 1936 | 5              | 5               | 6               | 5               | 16              |
|         | Motorcsónakázás | 1908                        | 1              | 3               | 0               | 0               | 3               |
|         | Raket           | 1908                        | 1              | 2               | 2               | 3               | 7               |
|         | Roque           | 1904                        | 1              | 1               | 1               | 1               | 3               |
|         | Rögbi           | 1900; 1908; 1920–1924       | 4              | 4               | 5               | 1               | 10              |
|         | Softball        | 1996–2008                   | 4              | 4               | 4               | 4               | 12              |

#### Téli sportágak
| Sportág | Sportág         | Olimpiai sportág | Olimpiád száma | Kiosztott érmek | Kiosztott érmek | Kiosztott érmek | Kiosztott érmek |
| Sportág | Sportág         | Olimpiai sportág | Olimpiád száma | Arany           | Ezüst           | Bronz           | Összes          |
| ------- | --------------- | ---------------- | -------------- | --------------- | --------------- | --------------- | --------------- |
|         | Military patrol | 1924             | 1              | 1               | 1               | 1               | 3               |

## Olimpiádonként

### Nyári olimpiai játékok
| Olimpia | Éremtábla | Helyszín                                    | Versenyszámok száma | Kiosztott érmek | Kiosztott érmek | Kiosztott érmek | Kiosztott érmek | Legtöbb érmet szerző sportolók(k) |
| Olimpia | Éremtábla | Helyszín                                    | Versenyszámok száma | Arany           | Ezüst           | Bronz           | Összes          | Legtöbb érmet szerző sportolók(k) |
| ------- | --------- | ------------------------------------------- | ------------------- | --------------- | --------------- | --------------- | --------------- | --- |
| 1896    | Éremtábla | Athén, Görögország                          | 43                  | 43              | 43              | 36              | 122             | Hermann Weingärtner (GER) (3–2–1) |
| 1900    | Éremtábla | Párizs, Franciaország                       | 90                  | 90              | 90              | 88              | 268             | Irving Baxter (USA) (2–3–0) · Walter Tewksbury (USA) (2–2–1) |
| 1904    | Éremtábla | St. Louis, Amerikai Egyesült Államok        | 95                  | 96              | 92              | 92              | 280             | Anton Heida (USA) (5–1–0) · George Eyser (USA) (3–2–1) · Burton Downing (USA) (2–3–1) |
| 1908    | Éremtábla | London, Egyesült Királyság                  | 106                 | 110             | 107             | 106             | 323             | Mel Sheppard (USA) (3–0–0) · Henry Taylor (GBR) (3–0–0) · Benjamin Jones (GBR) (2–1–0) · Martin Sheridan (USA) (2–0–1) · Oscar Swahn (SWE) (2–0–1) · Josiah Ritchie (GBR) (1–1–1) · Ted Ranken (GBR) (0–3–0) |
| 1912    | Éremtábla | Stockholm, Svédország                       | 98                  | 103             | 104             | 103             | 310             | Vilhelm Carlberg (SWE) (3–2–0) |
| 1920    | Éremtábla | Antwerpen, Belgium                          | 154                 | 156             | 145             | 135             | 436             | Willis A. Lee (USA) (5–1–1) · Lloyd Spooner (USA) (4–1–2) |
| 1924    | Éremtábla | Párizs, Franciaország                       | 126                 | 126             | 127             | 125             | 378             | Ville Ritola (FIN) (4–2–0) |
| 1928    | Éremtábla | Amszterdam, Hollandia                       | 109                 | 111             | 109             | 110             | 330             | Georges Miez (SUI) (3–1–0) · Hermann Hänggi (SUI) (2–1–1) |
| 1932    | Éremtábla | Los Angeles, Amerikai Egyesült Államok      | 117                 | 116             | 116             | 114             | 346             | Pelle István (HUN) (2–2–0) · Giulio Gaudini (ITA) (0–3–1) · Heikki Savolainen (FIN) (0–1–3) |
| 1936    | Éremtábla | Berlin, Németország                         | 129                 | 130             | 128             | 122             | 380             | Konrad Frey (GER) (3–1–2) |
| 1948    | Éremtábla | London, Egyesült Királyság                  | 136                 | 138             | 135             | 138             | 411             | Veikko Huhtanen (FIN) (3–1–1) |
| 1952    | Éremtábla | Helsinki, Finnország                        | 149                 | 149             | 152             | 158             | 459             | Marija Horohovszka (URS) (2–5–0) |
| 1956    | Éremtábla | Melbourne, Ausztrália Stockholm, Svédország | 145                 | 153             | 153             | 163             | 469             | Keleti Ágnes (HUN) (4–2–0) · Larisza Latinyina (URS) (4–1–1) |
| 1960    | Éremtábla | Róma, Olaszország                           | 150                 | 152             | 149             | 160             | 461             | Borisz Sahlin (URS) (4–2–1) |
| 1964    | Éremtábla | Tokió, Japán                                | 163                 | 163             | 167             | 174             | 504             | Larisza Latinyina (URS) (2–2–2) |
| 1968    | Éremtábla | Mexikóváros, Mexikó                         | 172                 | 174             | 170             | 183             | 527             | Mihail Voronyin (URS) (2–4–1) |
| 1972    | Éremtábla | München, Nyugat-Németország                 | 195                 | 195             | 195             | 210             | 600             | Mark Spitz (USA) (7–0–0) |
| 1976    | Éremtábla | Montréal, Kanada                            | 198                 | 198             | 199             | 216             | 613             | Nyikolaj Andrianov (URS) (4–2–1) |
| 1980    | Éremtábla | Moszkva, Szovjetunió                        | 203                 | 204             | 204             | 223             | 631             | Alekszandr Gyityatyin (URS) (3–4–1) |
| 1984    | Éremtábla | Los Angeles, Amerikai Egyesült Államok      | 221                 | 225             | 218             | 242             | 685             | Li Ning (CHN) (3–2–1) |
| 1988    | Éremtábla | Szöul, Dél-Korea                            | 237                 | 241             | 234             | 264             | 739             | Matt Biondi (USA) (5–1–1) |
| 1992    | Éremtábla | Barcelona, Spanyolország                    | 257                 | 260             | 257             | 298             | 815             | Vital Scserba (EUN) (6–0–0) |
| 1996    | Éremtábla | Atlanta, Amerikai Egyesült Államok          | 271                 | 271             | 273             | 298             | 842             | Alekszej Nyemov (RUS) (2–1–3) |
| 2000    | Éremtábla | Sydney, Ausztrália                          | 300                 | 297             | 299             | 325             | 921             | Alekszej Nyemov (RUS) (2–1–3) |
| 2004    | Éremtábla | Athén, Görögország                          | 301                 | 301             | 301             | 327             | 929             | Michael Phelps (USA) (6–0–2) |
| 2008    | Éremtábla | Peking, Kína                                | 302                 | 302             | 303             | 353             | 958             | Michael Phelps (USA) (8–0–0) |
| 2012    | Éremtábla | London, Egyesült Királyság                  | 302                 | 302             | 304             | 356             | 962             | Michael Phelps (USA) (4–2–0) |

Az 1956-os olimpia lovagló versenyszámait Stockholmban, a Melbourne-i versenyszámokat több hónappal megelőzően tartották.

### Téli olimpiai játékok
| Olimpia | Éremtábla | Helyszín                                  | Versenyszámok száma | Kiosztott érmek | Kiosztott érmek | Kiosztott érmek | Kiosztott érmek | Legtöbb érmet szerző sportolók(k) |
| Olimpia | Éremtábla | Helyszín                                  | Versenyszámok száma | Arany           | Ezüst           | Bronz           | Összes          | Legtöbb érmet szerző sportolók(k) |
| ------- | --------- | ----------------------------------------- | ------------------- | --------------- | --------------- | --------------- | --------------- | --- |
| 1924    | Éremtábla | Chamonix, Franciaország                   | 16                  | 16              | 16              | 17              | 49              | Clas Thunberg (FIN) (3–1–1) · Roald Larsen (NOR) (0–2–3) |
| 1928    | Éremtábla | St. Moritz, Svájc                         | 14                  | 14              | 12              | 15              | 41              | Bernt Evensen (NOR) (1–1–1) |
| 1932    | Éremtábla | Lake Placid, Amerikai Egyesült Államok    | 14                  | 14              | 14              | 14              | 42              | Irving Jaffee (USA) (2–0–0) · Jack Shea (USA) (2–0–0) · Veli Saarinen (FIN) (1–0–1) · Alexander Hurd (CAN) (0–1–1) · Willy Logan (CAN) (0–0–2) |
| 1936    | Éremtábla | Garmisch-Partenkirchen, Németország       | 17                  | 17              | 17              | 17              | 51              | Ivar Ballangrud (NOR) (3–1–0) |
| 1948    | Éremtábla | St. Moritz, Svájc                         | 22                  | 22              | 24              | 22              | 68              | Henri Oreiller (FRA) (2–0–1) |
| 1952    | Éremtábla | Oslo, Norvégia                            | 22                  | 22              | 22              | 23              | 67              | Hjalmar Andersen (NOR) (3–0–0) · Annemarie Buchner (GER) (0–1–2) |
| 1956    | Éremtábla | Cortina d’Ampezzo, Olaszország            | 24                  | 25              | 23              | 24              | 72              | Sixten Jernberg (SWE) (1–2–1) |
| 1960    | Éremtábla | Squaw Valley, Amerikai Egyesült Államok   | 27                  | 28              | 26              | 27              | 81              | Veikko Hakulinen (FIN) (1–1–1) |
| 1964    | Éremtábla | Innsbruck, Ausztria                       | 34                  | 34              | 39              | 31              | 104             | Ligyija Szkoblikova (URS) (4–0–0) |
| 1968    | Éremtábla | Grenoble, Franciaország                   | 35                  | 35              | 39              | 32              | 106             | Jean-Claude Killy (FRA) (3–0–0) · Toini Gustafsson (SWE) (2–1–0) · Eero Mäntyranta (FIN) (0–1–2) |
| 1972    | Éremtábla | Szapporo, Japán                           | 35                  | 36              | 34              | 35              | 105             | Galina Kulakova (URS) (3–0–0) · Ard Schenk (NED) (3–0–0) · Vjacseszlav Vegyenyin (URS) (2–0–1) · Pål Tyldum (NOR) (1–2–0) · Marjatta Kajosmaa (FIN) (0–2–1) · Atje Keulen-Deelstra (NED) (0–1–2)                                                             |
| 1976    | Éremtábla | Innsbruck, Ausztria                       | 37                  | 37              | 37              | 37              | 111             | Tatyjana Averina (URS) (2–0–2) |
| 1980    | Éremtábla | Lake Placid, Amerikai Egyesült Államok    | 38                  | 38              | 39              | 38              | 115             | Eric Heiden (USA) (5–0–0) |
| 1984    | Éremtábla | Szarajevó, Jugoszlávia                    | 39                  | 39              | 39              | 39              | 117             | Marja-Liisa Hämäläinen (FIN) (3–0–1) · Karin Enke (GDR) (2–2–0) · Gunde Svan (SWE) (2–1–1) |
| 1988    | Éremtábla | Calgary, Kanada                           | 46                  | 46              | 46              | 46              | 138             | Yvonne van Gennip (NED) (3–0–0) · Matti Nykänen (FIN) (3–0–0) · Tamara Tyihonova (URS) (2–1–0) · Valerij Medvedcev (URS) (1–2–0) · Marjo Matikainen (FIN) (1–0–2) · Andrea Ehrig (GDR) (0–2–1) · Karin Enke (GDR) (0–2–1) · Vlagyimir Szmirnov (URS) (0–2–1) |
| 1992    | Éremtábla | Albertville, Franciaország                | 57                  | 57              | 58              | 56              | 171             | Ljubov Jegorova (EUN) (3-2-0) · Jelena Välbe (EUN) (1-0-4) |
| 1994    | Éremtábla | Lillehammer, Norvégia                     | 61                  | 61              | 61              | 61              | 183             | Manuela Di Centa (ITA) (2–2–1) |
| 1998    | Éremtábla | Nagano, Japán                             | 68                  | 69              | 68              | 68              | 205             | Larisza Lazutyina (RUS) (3–1–1) |
| 2002    | Éremtábla | Salt Lake City, Amerikai Egyesült Államok | 78                  | 80              | 76              | 78              | 234             | Ole Einar Bjørndalen (NOR) (4–0–0) · Janica Kostelić (CRO) (3–1–0) |
| 2006    | Éremtábla | Torino, Olaszország                       | 84                  | 84              | 84              | 84              | 252             | Cindy Klassen (CAN) (1–2–2) |
| 2010    | Éremtábla | Vancouver, Kanada                         | 86                  | 86              | 87              | 85              | 258             | Marit Bjørgen (NOR) (3–1–1) |
| 2014    | Éremtábla | Szocsi, Oroszország                       | 98                  | 99              | 97              | 99              | 295             | Ireen Wüst (NED) (2–3–0) |